# Rodney Smith
Rodney Smith (Washington D. C., Estados Unidos, 13 de abril de 1966) es un deportista estadounidense retirado especialista en lucha grecorromana donde llegó a ser medallista de bronce olímpico en Barcelona 1992.

## Carrera deportiva
En los Juegos Olímpicos de 1992 celebrados en Barcelona ganó la medalla de bronce en lucha grecorromana de pesos de hasta 68 kg, tras el luchador húngaro Attila Repka (oro) y Islam Dugushiev del Equipo Unificado (plata).